# Oignon doux des Cévennes
L'oignon doux des Cévennes est un oignon cultivé dans une zone limitée des Cévennes et qui bénéficie d'une appellation d'origine contrôlée et d'une appellation d'origine protégée.

## Historique

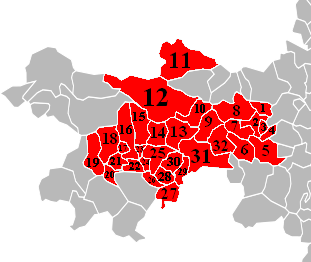
Carte des villages (numérotés) de l'AOP Oignon doux des Cévennes.

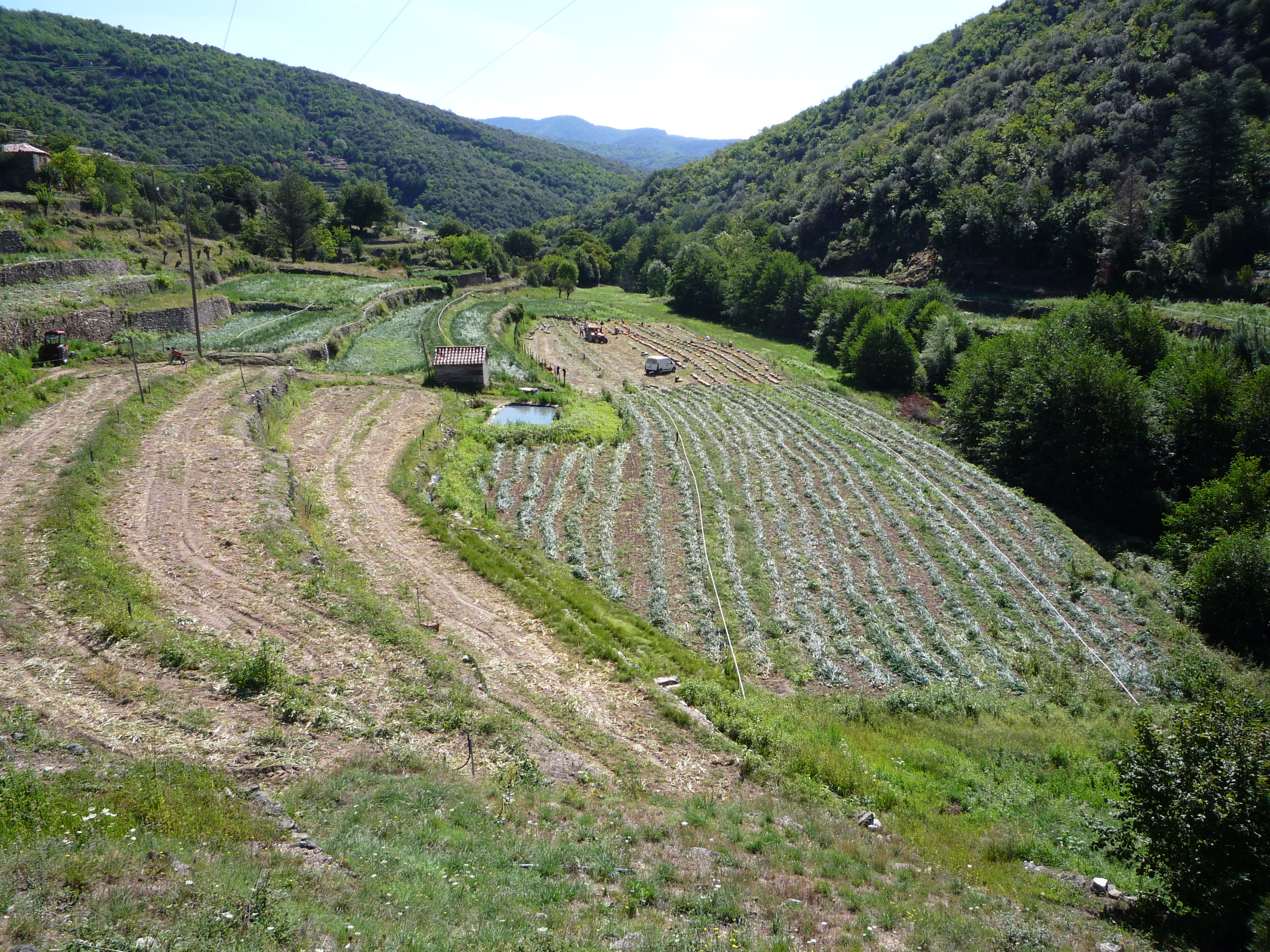
Paysage typique des Cévennes avec les terres en terrasses

La mise en culture de la région a débuté au Moyen Âge par la construction de terrasses de culture par des moines. La culture de l'oignon doux de Saint-André, nom de la variété, est ancienne sur ces terres, puisque attestée au XIXe siècle sur les marchés de Nîmes et Montpellier. 
La spécificité de cette production agricole a permis la protection commerciale de son appellation d'origine, par une appellation d'origine contrôlée en 2003, puis en 2008 par son équivalent européen, l'appellation d'origine protégée.

## Situation géographique: le terroir

### Aire d'appellation
La zone délimitée à l'appellation d'origine protégée couvre 32 communes du département du Gard : 
- 1 : Sainte-Croix-de-Caderle,
- 2 : Lasalle,
- 3 : Saint-Bonnet-de-Salendrinque,
- 4 : Vabres,
- 5 : Monoblet,
- 6 : Cros,
- 7 : Colognac,
- 8 : Soudorgues,
- 9 : Saint-Martial,
- 10 : Notre-Dame-de-la-Rouvière,
- 11 : Saint-André-de-Valborgne,
- 12 : Valleraugue,
- 13 : Saint-André-de-Majencoules,
- 14 : Mandagout,
- 15 : Arphy,
- 16 : Bréau-et-Salagosse,
- 17 : Mars,
- 18 : Aumessas,
- 19 : Arrigas,
- 20 : Arre,
- 21 : Bez-et-Esparon,
- 22 : Molières-Cavaillac,
- 23 : Aulas,
- 24 : Avèze,
- 25 : Le Vigan
- 26 : Pommiers,
- 27 : Saint-Laurent-le-Minier,
- 28 : Saint-Bresson,
- 29 : Saint-Julien-de-la-Nef,
- 30 : Roquedur,
- 31 : Sumène et
- 32 : Saint-Roman-de-Codières.

### Géologie et orographie
Le sous-sol du massif des Cévennes est formé de roches métamorphiques et plutonique. Les schistes et granites dégradés forment un sol arable sableux et peu argileux. 
La raideur des pentes et le climat cévenol très irrégulier conduisent à une érosion intense. La culture en terrasses est le meilleur moyen de maintenir une surface fertile cultivable. La nature du sol permet un bon drainage et une faible rétention d'eau. Cette combinaison de conditions est défavorable au développement de moisissure et pourriture.

## Culture de l'oignon

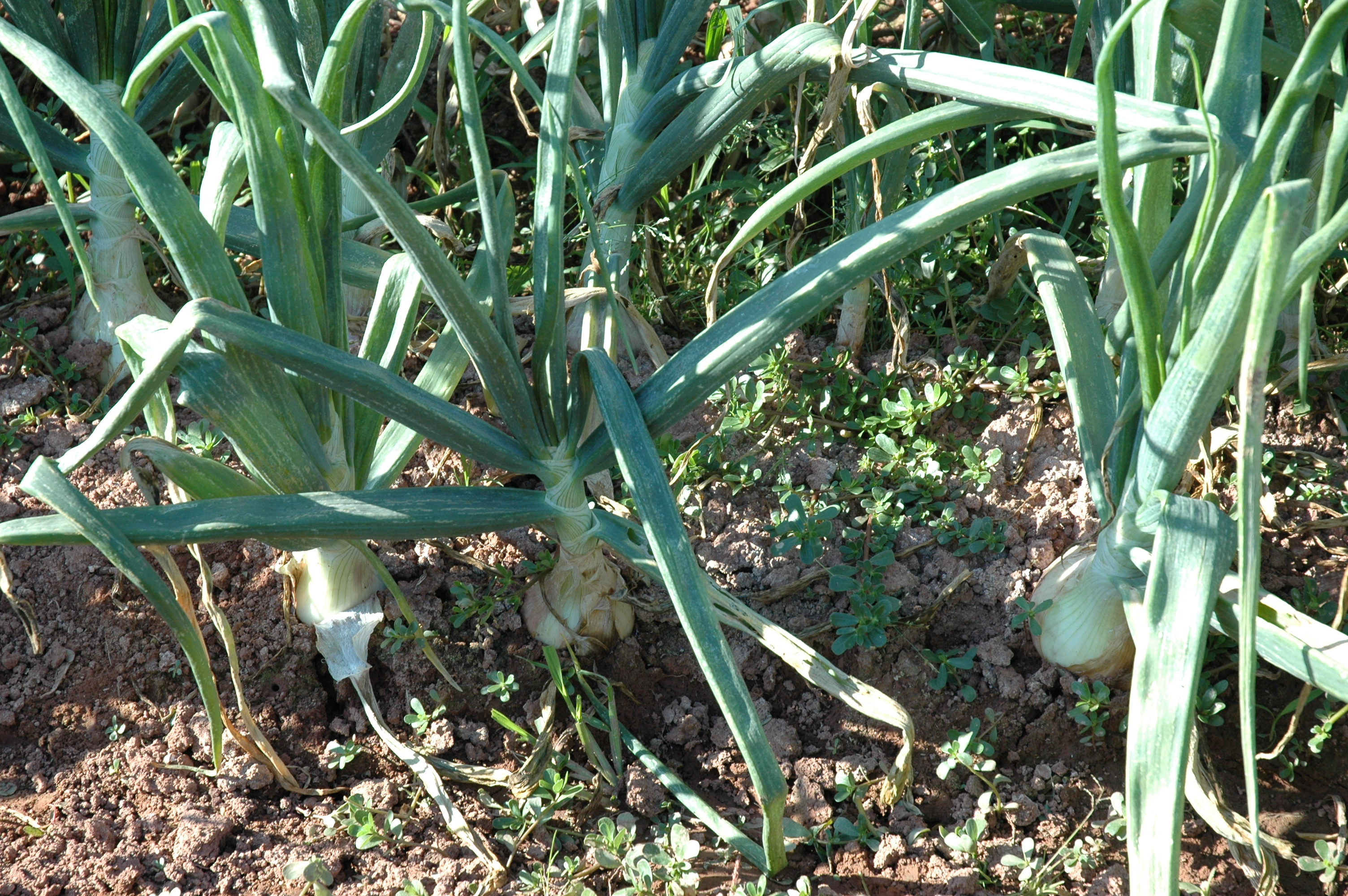
Culture d'oignon.

### Variété d'oignon
L'oignon, Allium cepa, est de la variété dite de saint-André ou oignon doux des Cévennes. Cette souche locale a montré une bonne adaptation au terroir local. Il s'agit d'un oignon de gros calibre, à chair blanche. La tunique, peau extérieure, a une couleur blanche nacrée. Pour satisfaire au cahier des charges de l'AOP, deux types de semences sont admis  : les variétés commercialisées sous la dénomination « Cénol » et « Toli ».

### Mode de culture
Les parcelles de cultures sont établies en terrasses. Construites depuis longtemps pour conquérir cette région montagneuse, elles étaient destinées à la culture fruitière et potagère. La relance de la culture de l'oignon permet leur entretien. 
La culture en terrasses permet une bonne exposition au soleil et la chaleur emmagasinée par les murs est restituée durant la nuit, constituant un microclimat exceptionnel. Les murets en pierre sèche drainent bien le sol. Les excès d'eau des précipitations sont évacués sans nuire aux bulbes qui craignent l'eau stagnante. La faible réserve en eau du sol rend l'irrigation obligatoire jusqu'au début de dessèchement des parties vertes.
La fertilisation des parcelles doit privilégier la matière organique et limiter les apports azotés à de petites quantités fractionnées. 
Toutes les dates d'opération telles que le semis, le repiquage, les doses et natures du fertilisant ou la récolte doivent être consignées dans un cahier de culture. La provenance des semences ou des plants à repiquer doivent être également inscrits.

### Récolte et conditionnement

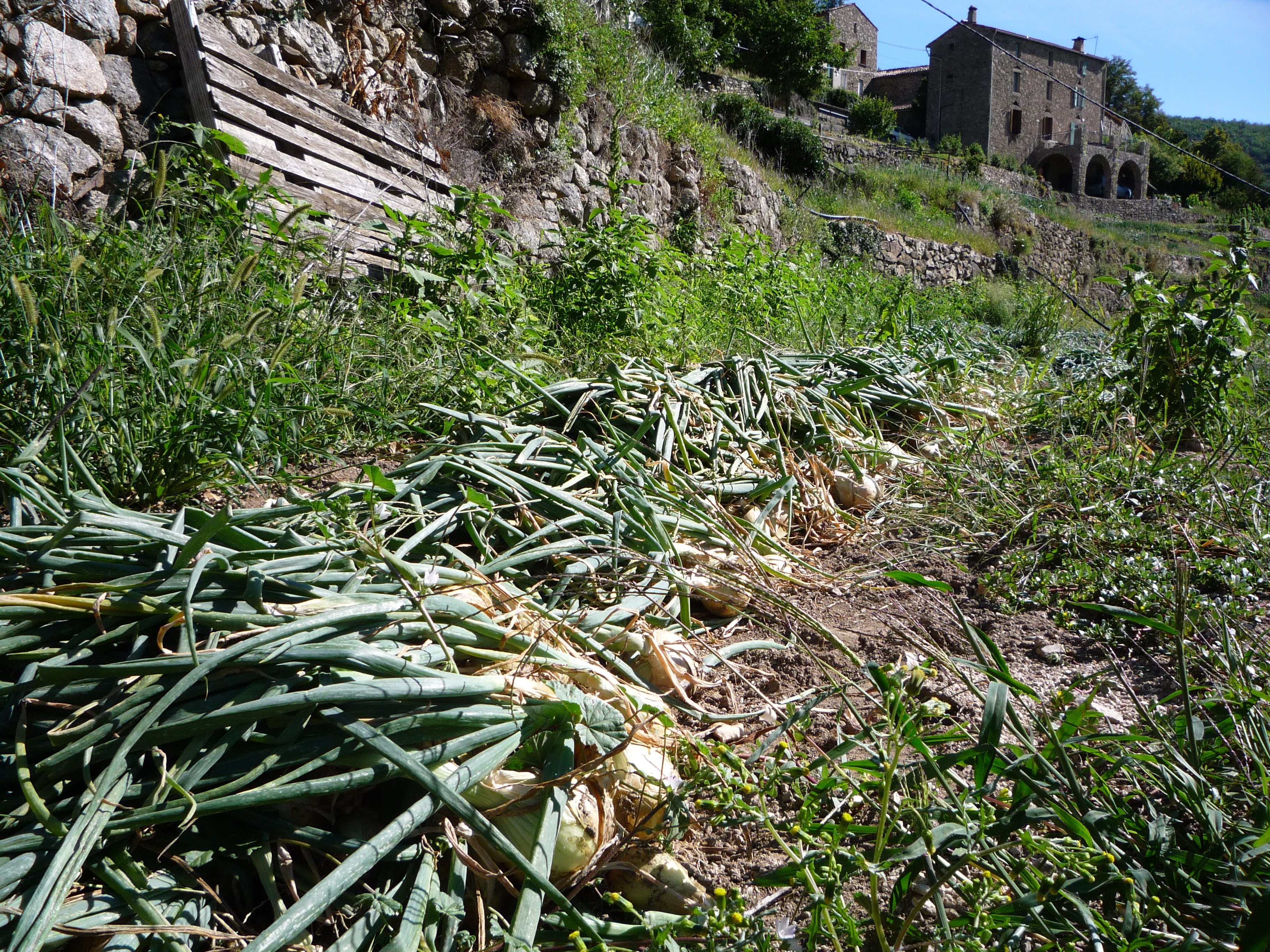
Oignons arrachés, séchant en attente de récolte.

La récolte s'étale entre les mois d'août et septembre. Elle débute à partir du séchage des fanes. Les bulbes sont soulevés manuellement, séchés à l'ombre et entreposés à l'air libre en local sec ou en chambre froide.
Les oignons secs sont triés, les racines coupées et les tuniques abîmées ou qui se soulèvent ôtées. L'aspect brillant doit apparaitre. Le transport en vrac se fait en caissettes de 20 kg au maximum pour préserver l'intégrité du produit fragile. L'emballage définitif est marqué de l’identification du 
conditionneur, la date de conditionnement et le numéro d’identification du lot. Il ne doit pas pouvoir être ouvert sans dommage durant le circuit de distribution. Pour préserver la délicatesse de l'oignon, le conditionnement est limité à 10 kg par carton et 5 kg par filet.
Ces opérations de préparation à la commercialisation doivent être achevées avant le 15 mai de l'année qui suit la récolte.

## Commercialisation

### L'oignon
L'oignon doux des Cévennes est un produit de garde. Il se présente sous la forme d'un bulbe de gros calibre, de forme sphérique ou à forme légèrement losange. Sa chemise, (peau sèche extérieure) est blanche à reflets nacrés mais peut aussi avoir une teinte cuivrée ; elle est translucide et peu épaisse. Les écailles internes sont épaisses, charnues, et blanches. 
Consommé cru, la saveur est sans amertume ni piquant. La texture est craquante et juteuse. Consommé cuit, la brillance persiste, mais le produit devient translucide. La saveur est douce, sucrée et sans amertume. Les arômes se rapprochent de la châtaigne et du grillé.

### Chiffres
En 2005, la culture de l'oignon destiné à la commercialisation se faisait sur 41 hectares, assurée par 130 agriculteurs. La mise en marché est faite par 3 opérateurs pour 2 000 tonnes.

### Contrôles de l'appellation
Les contrôles internes sont effectués par une commission dite « des conditions de production ». Composée d'agriculteurs, conditionneurs et techniciens agricoles, elle comporte au moins trois membres. Elle est nommée pour deux ans et veille au respect du cahier des charges.
Une dégustation des produits est pratiquée pour vérifier la conformité des lots. Des échantillons de 60 oignons sont prélevés chez les producteurs et les lots sont rendus anonymes. Les bulbes sont examinés visuellement et une dégustation a lieu. À la demande de la commission, un examen analytique peut être effectué. Si le taux de non-conformité dépasse 5 %, le lot est déclassé.

## Gastronomie
Les propriétés uniques de l'oignon doux des Cévennes font qu'il peut être cuisiné de l'entrée au dessert : doux et sucré, il est apprécié aussi bien cru en salade que cuit dans une tarte à l'oignon, voire dans un usage sucré-salé ou en compote.

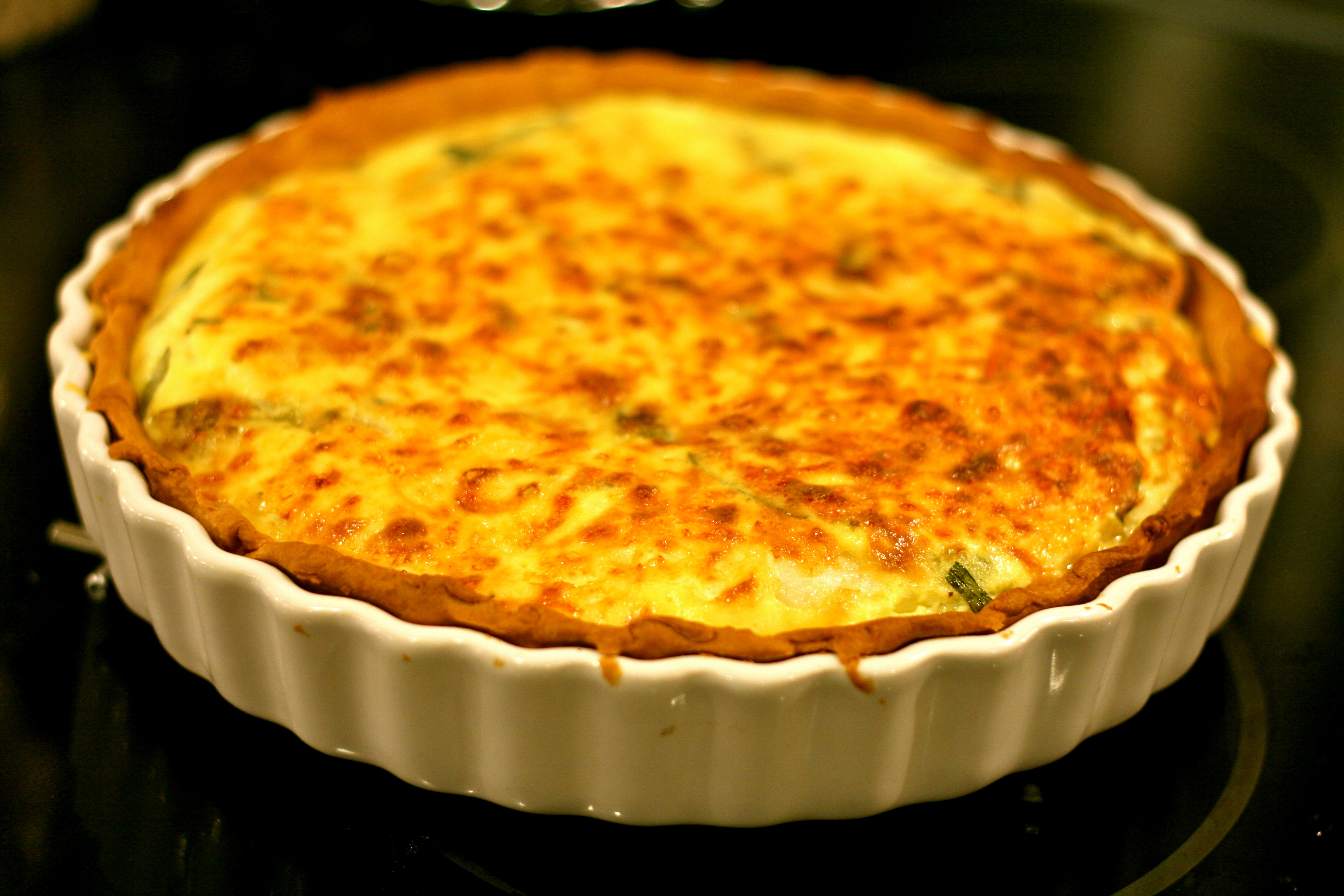
Tarte à l'oignon doux